# La damigiana
La damigiana (Pytine) era la commedia più famosa di Cratino. 

## Trama
Dai frammenti della commedia, l'ultima del vecchio poeta comico, si evince che il dramma faceva buon uso comico della famigerata ubriachezza dell'autore, rappresentato come sposato con Commedia. La moglie di Cratino si lamentava aspramente del fatto che il drammaturgo ormai l'aveva di fatto abbandonata per andare a vivere con "Pytine" (la damigiana del titolo):
(Fr. 194 K.-A. (trad. A. D'Andria))
A nulla, poi, servivano, per far tornare in sé il vecchio, i tentativi di un amico, sostenuto dal coro, che esclamava, esasperato:
da questo orribil bere? Ah, ora ci sonoǃ 

Gli spaccherò i bicchieri, ed i suoi fiaschi 

io polverizzerò, e tutto il resto 

che a bere serve a lui, lo faccio a pezzi,
sì che non abbia più che i cucchiainiǃ»
(Fr. 199 K.-A. (trad. A. D'Andria))
Vista la situazione, Commedia trascinava in tribunale Cratino, che difendeva l'amore per Pytine come fondamento per far star bene Commedia, perché, come affermava citando un topos risalente almeno ad Archiloco, nessun poeta che beva solo acqua produce alcunché di buono. I giudici assolvevano Cratino e gli permettevano di continuare ad essere, di fatto, bigamo.

## Rappresentazione
Un grammatico descrive il contesto dell'opera come segue: nel 424 a.C., Aristofane produsse I cavalieri, in cui descrisse Cratino come un vecchio alla deriva, che vagava con la corona avvizzita e così totalmente trascurato dai suoi ex ammiratori che poteva nemmeno permettersi di placare la sete di cui stava morendo. 
Poco dopo quella commedia, Cratino rispose proprio con la messa in scena della Pytine nel 423 a.C., piazzandosi al primo posto, seguito dal Conno di Amipsia e Le nuvole di Aristofane.